# エリス俊子
エリス 俊子（エリス としこ、1956年〈昭和31年〉8月13日 - ）は、日本の比較文学者。東京大学名誉教授、名古屋外国語大学世界教養学部長・教授。元日本比較文学会代表理事。

## 人物・経歴
兵庫県生まれ。聖心女子学院高等科を経て、1979年国際基督教大学教養学部卒業。1983年東京大学大学院人文科学研究科比較文学比較文化専門課程修士課程修了。1986年東京大学大学院総合文化研究科比較文学比較文化博士課程満期退学、モナシュ大学文学部日本学科講師。1992年東京大学大学院総合文化研究科助教授。2002年モナシュ大学Ph.D.（文学）。2003年東京大学大学院総合文化研究科教授。2019年日本比較文学会代表理事。2021年東京大学名誉教授、名古屋外国語大学世界教養学部長、名古屋外国語大学世界教養学部国際日本学科教授。

## 著作
- 『萩原朔太郎ー詩的イメージの構成』沖積舎 1986年

### 共編
- 『創発的言語態』（藤井貞和と共編）東京大学出版会 2001年
- 『愛、もしくは別れの夜に』（亀山郁夫と共編）名古屋外国語大学出版会 (Artes MUNDI 叢書) 2023年。訳詩集